# بان إيد (ضمادة طبية لاصقة)

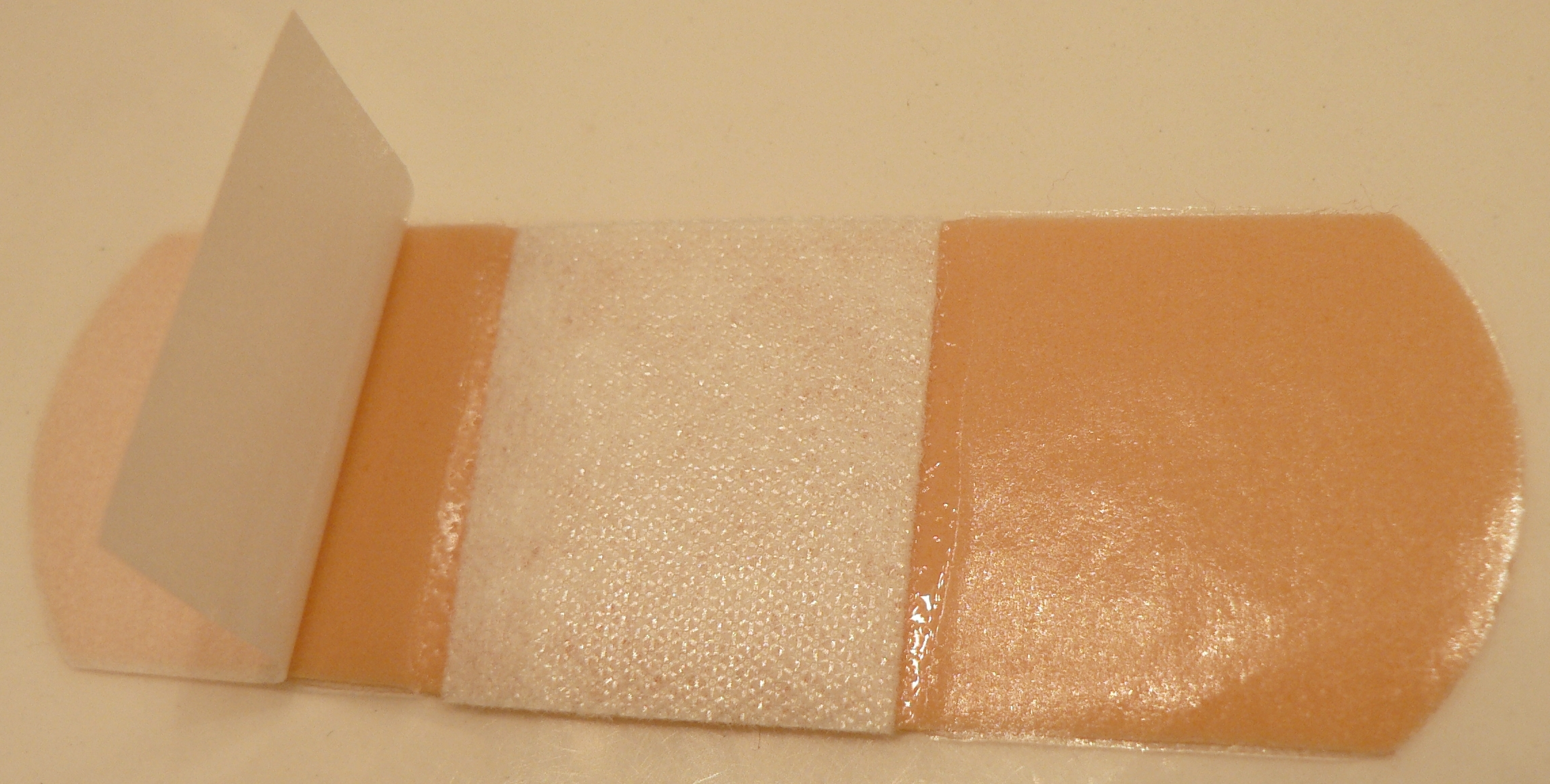
صورة مقربة من ضمادة باند ايد عند فتحها

الضمادة اللاصقة (باند ايد) الضمادة اللاصقة هي علامة تجارية للضمادات اللاصقة توزعها شركة الأدوية والأجهزة الطبية الأمريكية جونسون اند جونسون. تم اختراعها في عام 1920، وأصبحت هذه العلامة التجارية مصطلحا عاما للضمادات اللاصقة في الولايات المتحدة وأستراليا.

## التاريخ
تم اختراع (باند ايد) الضمادة اللاصقة عام 1920 من قبل إيرل ديكسون في هايلاند بارك، نيو جيرسي  الموظف في شركة جونسون اند جونسون لزوجته «جوزفين» التي جرحت وحرقت نفسها أثناء الطهي. تمكنت باستخدام النوذج الأولي من تضميد جراحها دون مساعدة. ثم قام ديكسون بنقل الفكرة إلى صاحب العمل الذي استمر في إنتاج وتسويق المنتج باسم (باند ايد). كان لديكسون مهنة ناجحة في شركة جونسون اند جونسون، حيث ارتقى إلى منصب نائب الرئيس قبل تقاعده عام 1957. فضوليا، كلمة (باند) بالألمانية تعني الشريط.
```
كانت (باند ايد) الأصلية مصنوعة يدويا وليست شائعة جدا. بحلول عام 1924 قدمت شركة جونسون اند جونسون (باند ايد) الضمادة اللاصقة المصنوعة آليًا وبدأت بيع الضمادات اللاصقة (باند ايد) 
المعقمة
 في عام 1939.
[
3
]
```

في عام 1951 تم إدخال أول (باند ايد) الضمادة اللاصقة المزخرفة، حيث استمرت هذه الضمادات بالنجاح مع الرسومات المزخرفة عليها مثل (ميكي ماوس ودونالد داك واوليفر وسبايدر مان(الرجل العنكبوت) وسوبر مان وباربي والوجوه المبتسمة ودورا المكتشفة وبات مان (الرجل الوطواط) وداك داينستي (سلالة البط).
في الحرب العالمية الثانية، تم شحن الملايين إلى الخارج مما ساعد على انتشار المنتج بشكل أوسع، منذ ذلك الحين تمكنت شركة جونسون اند جونسون حاليًا على بيع أكثر من 100 مليار (باند ايد) حول العالم.

### حالة العلامة التجارية
أصبحت (باند ايد) بمرور الوقت مثالًا معروفًا لعلامة تجارية عامة في الولايات المتحدة، ولكن شركة جونسون اند جونسون سجلت (باند ايد) كعلامة تجارية في السجل الرئيسي لمكتب الولايات المتحدة لبراءات الاختراع والعلامات التجارية والتسجيل صالح وقانوني. تواصل شركة جونسون اند جونسون الدفاع عن (باند ايد) العلامة التجارية ضد تعميمها.
```
لحماية الاسم، تشير العلامة التجارية الخاصة بهم (شركة جونسون اند جونسون) دائمًا إلى منتجاتها على أنها "BAND-AID® Brand Adhesive Bandages"، وليس فقط "Band-Aid".
[
5
]
```

## روابط خارجية
- Band-Aid Brand Official Website
- Band-Aid Brand History
- Johnson & Johnson First Aid Website